# Knihovní jednotka
Knihovní jednotka či evidenční jednotka je základní jednotka evidence knihovního fondu. Knihovní jednotku představuje každý samostatný svazek dokumentu, tj. každý knižní svazek nebo část vícesvazkového díla, konvolut, svázaný nebo kompletní ročník periodika, mapa, hudebnina, nebo nosič speciálních druhů dokumentů (např. audiokazety, CD-ROM). Podle knihovního zákona (Zákon č. 257/2001 Sb., o knihovnách a podmínkách provozování veřejných knihovnických a informačních služeb) je nutné všechny dokumenty získané do knihovního fondu řádně evidovat v přírůstkovém seznamu. Pro evidenci fondu dále slouží pomocná evidence periodik a úbytkový seznam. Cílem evidence knihovních jednotek je kontrola knihovního fondu a zaručení nezaměnitelnosti knihovních dokumentů ve fondu.
Pro porovnání skutečného stavu knihovních jednotek ve fondu se stavem evidence a výpůjček slouží revize knihovního fondu.
V roce 2023 evidovaly veřejné knihovny v České republice ve svých fondech přes 62,6 milionů knihovních jednotek.